# Roland Frey
Roland Frey (* 1961 in Konstanz) ist ein deutscher Schauspieler und Synchronsprecher.

## Leben
Frey erhielt seine Schauspielausbildung unter anderem von 1986 bis 1989 an der Fritz-Kirchhoff-Schule in Berlin.
Als Fernsehschauspieler erlangte Frey insbesondere durch seine Rolle als Anton „Toni“ Willmann in der SWR-Vorabendserie Die Fallers – Eine Schwarzwaldfamilie (seit 1994) Bekanntheit. Diese Rolle verkörpert er seit dem Start der Serie. Zwischen 1996 und 2014 war er zudem in drei Folgen des Tatort (seit 1970) zu sehen. Frey war zudem immer wieder in Kurzfilmen zu sehen, so als Verdurstender in Durst (2002), unter der Regie von Leo Khasin oder als Blofeld in Les enfants, l’espion et le doigt de sucre (2019) unter der Regie von Thomas Theo Hofmann. 2020 und 2021 wirkte Roland Frey außerdem in zwei Musikvideos der deutschen Rockband Randale mit.
2005 war er als Flohzirkusdirektor in der Löwenzahn-Episode „Peter lässt die Flöhe springen“ zu sehen.
Als Synchronsprecher ist Frey insbesondere als Sprecher des etwas einfältigen, aber charmanten Schauspielers Joseph „Joey“ Tribbiani, gespielt von Matt LeBlanc, in der US-amerikanischen Sitcom Friends (1994–2004) bekannt. LeBlanc wurde im Spin-off Joey (2004–2006) allerdings von Olaf Reichmann synchronisiert. In Web Therapy (2008–2014) war Frey zuletzt für LeBlanc zu hören.
Frey lebt und arbeitet in Berlin. Er engagiert sich ehrenamtlich im Bundesverband Kinderhospiz e. V.

## Filmografie
- seit 1994: Die Fallers – Die SWR Schwarzwaldserie (Fernsehserie)
- 1996: Tatort: Der kalte Tod (Fernsehreihe)
- 1997: Ein Mord für Quandt (Fernsehserie, 1 Folge)
- 1998: Fieber – Ärzte für das Leben (Fernsehserie, 1 Folge)
- 1999: Hallo, Onkel Doc! (Fernsehserie, 1 Folge)
- 2001: Balko (Fernsehserie, 1 Folge)
- 2002: Durst (Kurzfilm)
- 2008: Tatort: Der Kormorankrieg
- 2009: Entscheidung in den Wolken
- 2010: Lotta (Fernsehreihe, 1 Folge)
- 2010: Bloch (Fernsehreihe, 1 Folge)
- 2013: Tatort: Freunde bis in den Tod
- 2013: Alles Chefsache
- 2014: Glückskind
- 2014: Tatort: Freigang
- 2018: SOKO Wismar (Fernsehserie, 1 Folge)
- 2020: SOKO München (Fernsehserie, 1 Folge)

## Hörspiele (Auswahl)
- 2014: Hugo Rendler: 20 Jahre Die Fallers: Die Fallers: Junggesellenabschied (Toni) – Regie: Günter Maurer (Original-Hörspiel, Mundarthörspiel – SWR)